# Bujalance
Bujalance település Spanyolországban, Córdoba tartományban. Bujalance El Carpio, Pedro Abad, Montoro, Villa del Río, Cañete de las Torres, Córdoba és Lopera községekkel határos. Lakosainak száma 7134 fő (2024).

## Népesség
A település népessége az elmúlt években az alábbi módon változott:
| Lakosok száma | 8088 | 7915 | 7832 | 7889 | 7932 | 7744 | 7638 | 7417 | 7316 | 7134 |
|               | 2001 | 2004 | 2006 | 2009 | 2011 | 2014 | 2016 | 2019 | 2021 | 2024 |